# Burn My Eyes
Burn My Eyes debitantski je studijski album američkog heavy metal sastava Machine Head, objavljen 9. kolovoza 1994.
Mnogi ocjenjuju album kao mješavinu Panterinog groove i Slayerovog thrash metala, te su s njega objavljeni siglovi "Davidian" i "Old". Prodan je u 400.000 primjeraka diljem svijeta, te je do 1999. bio najprodavaniji debitantski album izdavačke kuće Roadrunner.

## Popis pjesama
1. "Davidian" – 4:55
2. "Old" – 4:05
3. "A Thousand Lies" – 6:13
4. "None But My Own" – 6:14
5. "The Rage to Overcome" – 4:46
6. "Death Church" – 6:32
7. "A Nation on Fire" – 5:33
8. "Blood for Blood" – 3:40
9. "I'm Your God Now" – 5:50
10. "Real Eyes, Realize, Real Lies" – 2:45
11. "Block" – 4:59
12. "Alan's on Fire" - 4:00 (obrada pjesme sastava Poison Idea)

## Produkcija
- Robb Flynn - vokal, gitara
- Logan Mader - gitara
- Adam Duce - bas-gitara
- Chris Kontos - bubnjevi